# Provinciale weg 30
De provinciale weg 30 was een stuk provinciale weg dat onderdeel was van de verbinding tussen Ede en de A1. Oorspronkelijk zou deze verbinding geheel als autosnelweg worden uitgevoerd, de A30. Door fouten in de bestuurlijke procedures is het traject tussen de N224 en Lunteren lange tijd een provinciale weg gebleven, tot dit deel tussen 2002 en 2004 werd omgebouwd tot autosnelweg. Sindsdien vormt de A30 een verbinding tussen de A12 bij Ede en de A1 bij Barneveld. De aansluiting bij de N224 bestaat nog als afrit 2.